# Mezi vodami 31
Mezi vodami 2035/31 je adresa administrativní budovy v Praze-Modřanech, která byla postavena v roce 2006 v bývalém areálu čokoládovny Orion. Její půdorys ve tvaru U byl navržen ateliérem Omicron K pod vedením Martina Kotíka. Celková plocha budovy o velikosti 15 000 m² je rozdělena do pěti nadzemních a dvou podzemních podlaží.
Uprostřed budovy se nachází atrium vyplněné zelení, určené k odpočinku. Objekt je umístěn nedaleko Vltavy a Chuchelského háje.
Objekt je od roku 2006 centrálou společnosti Nestlé. Mezi další nájemce budovy patří i technologický koncern Siemens.
V roce 2018 budovu Mezi vodami 31 od společnosti CPI Radovana Vítka odkoupila realitní skupina Českomoravská Nemovitostní a.s.